# Canton de la Montagne noire
Le canton de la Montagne noire est une circonscription électorale française du département du Tarn.

## Histoire
Un nouveau découpage territorial du Tarn (département) entre en vigueur à l'occasion des premières élections départementales suivant le décret du 17 février 2014. Les conseillers départementaux sont, à compter de ces élections, élus au scrutin majoritaire binominal mixte. Les électeurs de chaque canton élisent au Conseil départemental, nouvelle appellation du Conseil général, deux membres de sexe différent, qui se présentent en binôme de candidats. Les conseillers départementaux sont élus pour 6 ans au scrutin binominal majoritaire à deux tours, l'accès au second tour nécessitant 12,5 % des inscrits au 1er tour. En outre la totalité des conseillers départementaux est renouvelée. Ce nouveau mode de scrutin nécessite un redécoupage des cantons dont le nombre est divisé par deux avec arrondi à l'unité impaire supérieure si ce nombre n'est pas entier impair, assorti de conditions de seuils minimaux. Dans le Tarn, le nombre de cantons passe ainsi de 46 à 23.
Le canton de la Montagne noire est formé de communes des anciens cantons de Dourgne (12 communes) et de Labruguière (3 communes). Il est entièrement inclus dans l'arrondissement de Castres. Le bureau centralisateur est situé à Labruguière.

## Représentation
| Période élective | Période élective | Mandat | Mandat   | Identité       | Nuance | Nuance | Qualité |
| ---------------- | ---------------- | ------ | -------- | -------------- | ------ | ------ | --- |
| 2015             | 2021             | 2015   | 2021     | Michel Benoit  |        | PS     | Professeur des écoles Ancien conseiller général du Canton de Labruguière (2004-2015) Ancien maire de Lagarrigue (1993-2014)                                                              |
| 2015             | 2021             | 2015   | 2021     | Claudie Bonnet |        | PS     | Ancienne assistante parlementaire Ancienne conseillère générale du Canton de Dourgne (1983-2015) Ancienne maire de Lagardiolle (1995-2008) 1ère Vice-Présidente du Conseil départemental |
| 2021             | 2028             | 2021   | en cours | Michel Benoit  |        | PS     | Conseiller sortant |
| 2021             | 2028             | 2021   | en cours | Claudie Bonnet |        | PS     | Conseillère sortante |

### Résultats détaillés

#### Élections de mars 2015
À l'issue du 1er tour des élections départementales de 2015, trois binômes sont en ballottage : Michel Benoit et Claudie Bonnet (PS, 31,23 %), Virginie Callejon et Jacques Ros (FN, 30,01 %) et Claire Louberssac et Alain Mary (DVD, 26,7 %). Le taux de participation est de 58,37 % (6 670 votants sur 11 427 inscrits) contre 58,71 % au niveau départemental et 50,17 % au niveau national.
Au second tour, Michel Benoit et Claudie Bonnet (PS) sont élus avec 39,7 % des suffrages exprimés et un taux de participation de 62,06 % (2 684 voix pour 7 092 votants et 11 427 inscrits).

#### Élections de juin 2021
Le premier tour des élections départementales de 2021 est marqué par un très faible taux de participation (33,26 % au niveau national). Dans le canton de la Montagne noire, ce taux de participation est de 38,94 % (4 619 votants sur 11 863 inscrits) contre 39,08 % au niveau départemental. À l'issue de ce premier tour, deux binômes sont en ballottage : Michel Benoit et Claudie Bonnet (DVG, 53,05 %) et Eugénie Bertoni et Jacques Bourgeau (RN, 24,24 %).
Le second tour des élections est marqué une nouvelle fois par une abstention massive équivalente au premier tour. Les taux de participation sont de 34,36 % au niveau national, 39,14 % dans le département et 38,95 % dans le canton de la Montagne noire. Michel Benoit et Claudie Bonnet (DVG) sont élus avec 68,81 % des suffrages exprimés (2 934 voix pour 4 621 votants et 11 865 inscrits),,.

## Composition
Le canton de la Montagne noire comprend quinze communes entières.
| Nom                                 | Code Insee | Intercommunalité                | Superficie (km2) | Population (dernière pop. légale) | Densité (hab./km2) | Modifier                                    |
| ----------------------------------- | ---------- | ------------------------------- | ---------------- | --------------------------------- | ------------------ | ------------------------------------------- |
| Labruguière (bureau centralisateur) | 81120      | CA de Castres-Mazamet           | 60,73            | 6 567 (2022)                      | 108                | modifier les données · modifier les données |
| Arfons                              | 81016      | CC Aux sources du Canal du Midi | 40,71            | 178 (2022)                        | 4,4                | modifier les données · modifier les données |
| Belleserre                          | 81027      | CC Aux sources du Canal du Midi | 4,76             | 165 (2022)                        | 35                 | modifier les données · modifier les données |
| Cahuzac                             | 81049      | CC Aux sources du Canal du Midi | 5,69             | 360 (2022)                        | 63                 | modifier les données · modifier les données |
| Les Cammazes                        | 81055      | CC Aux sources du Canal du Midi | 7,68             | 398 (2022)                        | 52                 | modifier les données · modifier les données |
| Dourgne                             | 81081      | CC du Sor et de l'Agout         | 22,75            | 1 310 (2022)                      | 58                 | modifier les données · modifier les données |
| Durfort                             | 81083      | CC Aux sources du Canal du Midi | 4,54             | 253 (2022)                        | 56                 | modifier les données · modifier les données |
| Escoussens                          | 81084      | CC du Sor et de l'Agout         | 23,62            | 611 (2022)                        | 26                 | modifier les données · modifier les données |
| Lagardiolle                         | 81129      | CC du Sor et de l'Agout         | 10,25            | 232 (2022)                        | 23                 | modifier les données · modifier les données |
| Massaguel                           | 81160      | CC du Sor et de l'Agout         | 10,09            | 346 (2022)                        | 34                 | modifier les données · modifier les données |
| Saint-Affrique-les-Montagnes        | 81235      | CC du Sor et de l'Agout         | 7,86             | 750 (2022)                        | 95                 | modifier les données · modifier les données |
| Saint-Amancet                       | 81237      | CC Aux sources du Canal du Midi | 12,33            | 176 (2022)                        | 14                 | modifier les données · modifier les données |
| Saint-Avit                          | 81242      | CC du Sor et de l'Agout         | 4,86             | 279 (2022)                        | 57                 | modifier les données · modifier les données |
| Sorèze                              | 81288      | CC Aux sources du Canal du Midi | 41,64            | 2 978 (2022)                      | 72                 | modifier les données · modifier les données |
| Verdalle                            | 81312      | CC du Sor et de l'Agout         | 24,24            | 1 026 (2022)                      | 42                 | modifier les données · modifier les données |
| Canton de la Montagne noire         | 8118       |                                 | 281,75           | 15 629 (2022)                     | 55                 | modifier les données                        |

## Démographie
En 2022, le canton comptait 15 629 habitants, en évolution de +1,59 % par rapport à 2016 (Tarn : +2,52 %, France hors Mayotte : +2,11 %).
| 2013   | 2018   | 2022   |
| ------ | ------ | ------ |
| 15 251 | 15 374 | 15 629 |